# Фране Фрол
Фране Фрол (Сушак код Ријеке, 9. март 1899 — Загреб, 5. јун 1989) је био правник и хрватски и југословенски политичар.

## Биографија
Рођен је 9. марта 1899. године у Сушаку код Ријеке. Гимназију је завршио 1918. године у родном месту. Право је студирао у Загребу. Године 1920. приступио је Хрватској републиканској сељачкој странки.
Поткрај лета 1943. године придружио се Народноослободилачком покрету. Заступао је прокомунистичку струју ХСС-а и постао члан и потпредседник Извршног одбора ХСС-а 1943. и члан Председништва ХРСС-а 1945. године. Био је један од потписника Прогласа Извршног одбора ХСС-а, 8. марта 1944, присталицама странке да се прикључе партизанима. С Фрањом Гажијем супротставио се чланству Божидара Маговца у Извршном одбору ХСС-а на лето 1944. године. Такође је 1944. постао потпредседник Извршног одбора Народноослободилачког фронта Хрватске и 1945. Извршног одбора НОФ Југославије.
Учествовао је Другом и Трећем заседању ЗАВНОХ 1943. и 1944, те на Другом и Трећем заседању АВНОЈ 1943. и 1945. године. Био је и члан њихових Председништава. Године 1944. постао је оделни предстојник и повереник за правосуђе НКОЈ-а, а деловао је и у Оделу народне просвете ЗАВНОХ-а.
Године 1945. био је члан Председништва Народног сабора Хрватске и Привремене народне скупштине ДФ Југославије, када је постао и министар правосуђа привремене владе у Београду. На тој је дужности остао до одласка у пензију 1957. године. Од 1945. до 1953. био је заступник у Уставотворној и Народној скупштини ФНР Југославије, те Сабору НР Хрватске. Био је члан Одбора за проширење АВНОЈ-а „некомпромитованим заступницима скупштине из 1938. и угледним ванстраначким личностима“.
Године 1944. штампао је књижицу О Стаљинском уставу, а политичке чланке објављивао је у „Слободном дому“, „Наприједу“ и „Вјеснику“.
Умро је 5. јуна 1989. године у Загребу. Сахрањен је на загребачком гробљу Мирогој.
Носилац је Ордена народног ослобођења, Ордена југословенске звезде првог реда и Ордена братства и јединства првог реда.